# Coelogyne
Cœlogyne é um gênero de plantas com aproximadamente 202 espécies que pertence à família das orquídeas, ou Orchidaceae. São facilmente reconhecidas por sua robustez e abundantes flores, intrigantes e delicadas, frequentemente de cor creme, mas também brancas, verdes ou alaranjadas, muitas das quais perfumadas durante o dia e que geralmente duram semanas.
Originárias de ampla área do Sudeste Asiático, e Sudoeste do Pacífico, a variedade deste gênero é muito grande. Há espécies grandes e pequenas, algumas têm pseudobulbos espaçados em vários centímetros, outras os têm amontoados, sempre com uma ou duas folhas. Suas flores crescem tanto do ápice dos pseudobulbos como de um broto novo e podem ser pendentes ou em inflorescências eretas. Em todas as estações há espécies floridas, porém a maioria floresce durante a primavera.
Algumas espécies são amplamente cultivadas em todo o mundo; entretanto, como a maioria delas cresce rapidamente, logo se transformam em um problema para colecionadores de orquídeas com espaço insuficiente. De modo geral os cultivadores escolhem umas poucas espécies para ter em suas coleções, mas elas estão sempre presentes.
Existem registros da antiga utilização dos pseudobulbos de algumas espécies para fins medicinais na China, entretanto modernamente sua utilidade é exclusivamente ornamental.

## Etimologia
O nome deste gênero "Cœlogyne" (Cœl.) deriva da latinização de duas palavras gregas: κοῖλος (koilos), que significa cavidade, côncavo, profundo; e γυνή (gyné), que significa mulher, fêmea, numa referência à profunda cavidade estigmática do gênero, bem semelhante à genitália feminina.
Sinônimos:
- Bolborchis
- Chelonanthera Bl. (1825)
- Gomphostylis Wall ex Lindley 1836 [1837]
- Hologyne Pfitz. (1907)
- Ptychogyne Pfitz. (1907)

## Distribuição

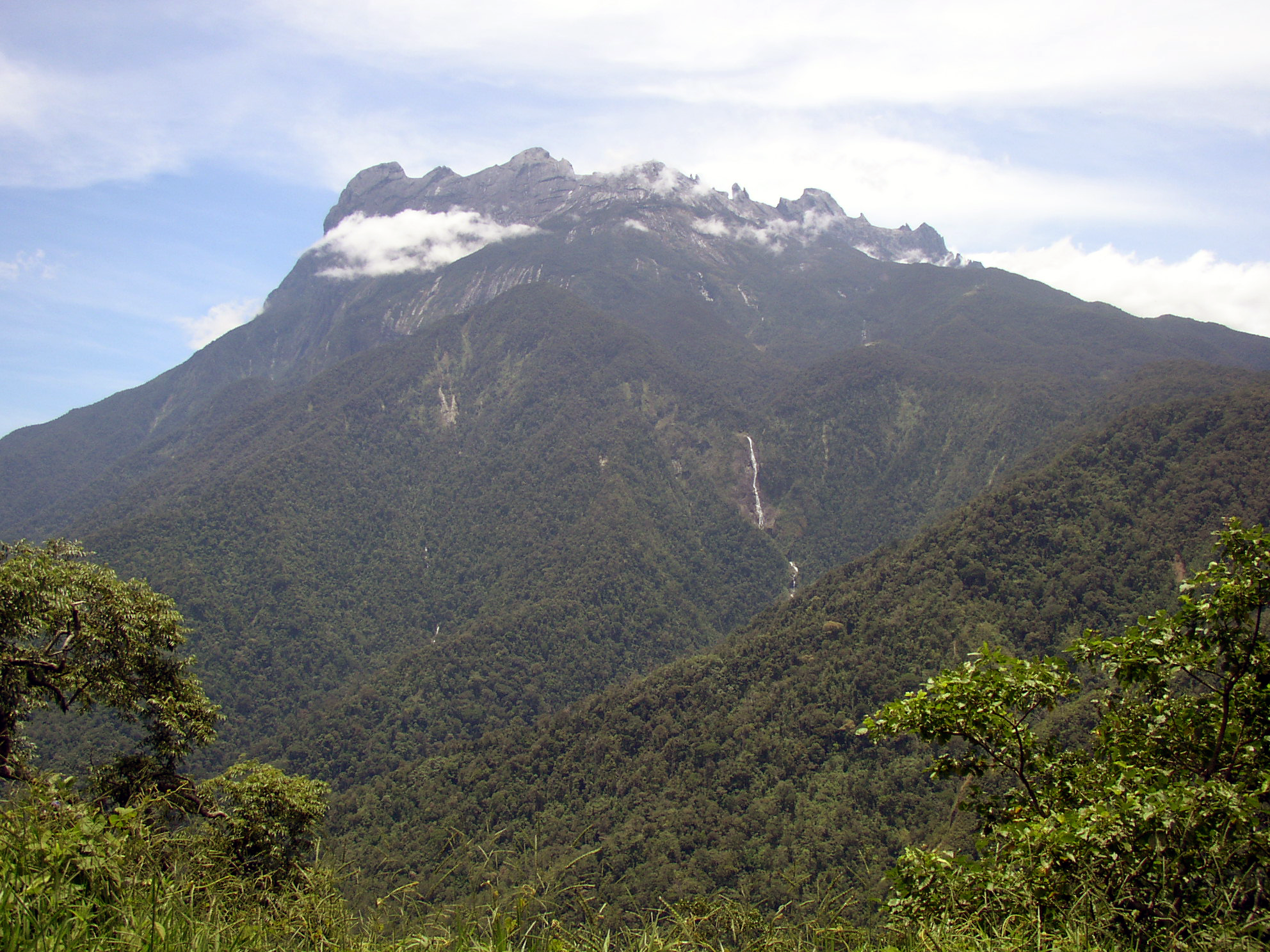
Monte Kinabalu:
Um importante centro de biodiversidade em Borneu onde encontram-se diversas espécies endêmicas de Coelogyne.

As espécies de Coelogyne são originárias de ampla área do Sul e Sudeste Asiáticos, estendendo-se desde o Himalaia, Índia e Sri Lanka, ocorrendo em todos os países continentais entre estes e a Península da Malásia, e também em quase todas as ilhas do Sudoeste do Pacífico, chegando até as Ilhas Fiji, Nova Caledônia e Ilhas de Reunião.[carece de fontes?]
Apresentam dois pontos principais de dispersão, a cadeia de montanhas do Himalaia e duas ilhas do sudeste do Pacífico, especificamente Bornéu e Sumatra. Pelo fato de estarem dispersas por tantas ilhas o número de espécies endêmicas, que só ocorrem em um local específico, é muito elevado, ultrapassando 70% das espécies.[carece de fontes?]
Cerca de 30% das espécies são bem conhecidas e comuns em cultivo, outros 30% são espécies conhecidas mas raras em cultivo, 30% são espécies muito raras tanto na natureza como em cultivo; e os 10% restantes são espécies conhecidas somente pela sua publicação original, as quais nunca foram registradas novamente, permanecendo como espécies duvidosas ainda por serem esclarecidas, plantas aberrantes, extintas, ou possíveis sinônimos das espécies conhecidas.
Bornéu é o local onde é registrada a ocorrência de mais espécies, 65, a grande maioria endêmica. O Himalaia registra 43 espécies, seguido por Sumatra com 40, Tailândia e Indochina com 34 e a Península da Malásia com 24.[carece de fontes?]

## Habitat e hábito

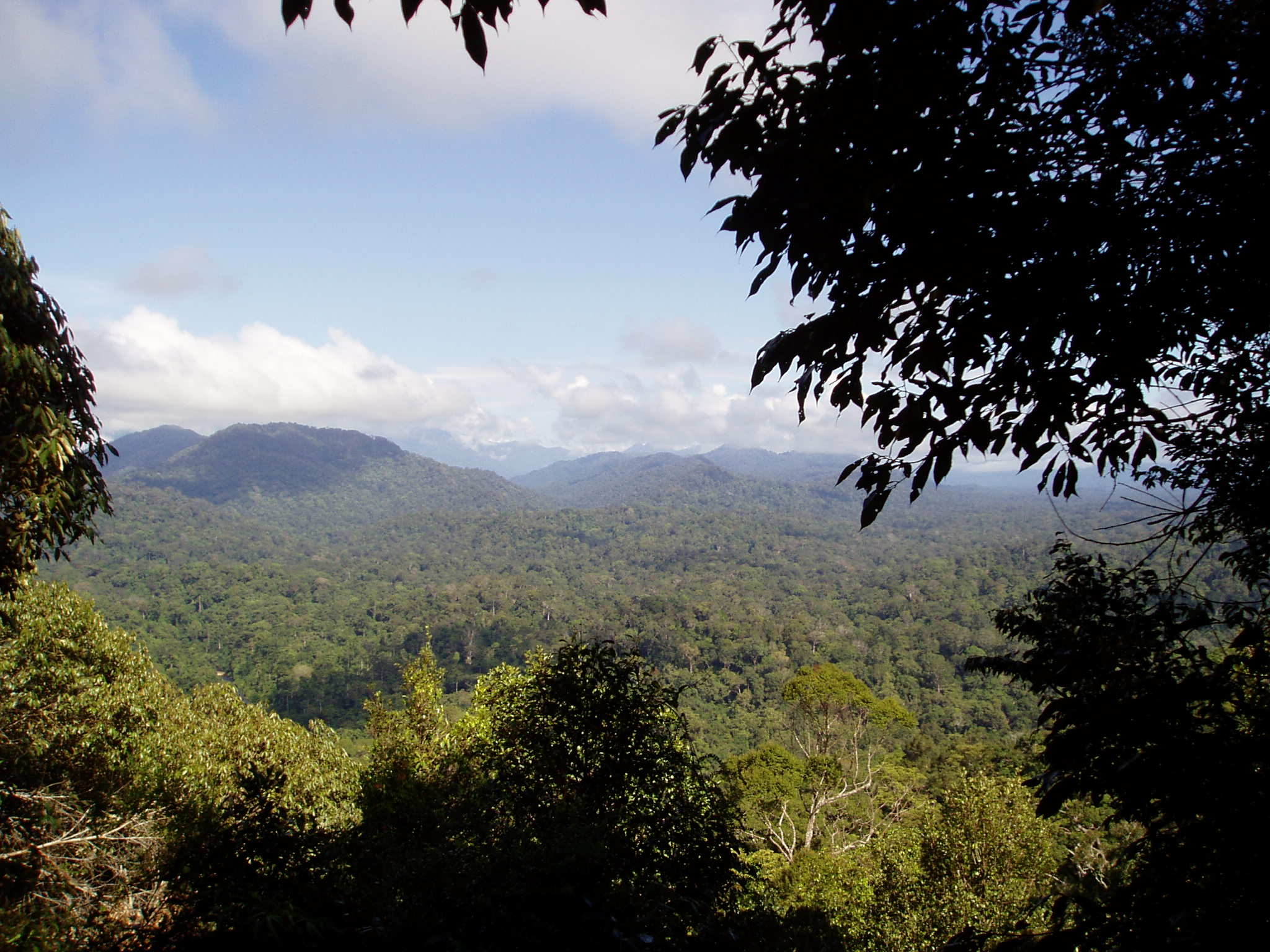
Vista no Monte Bukit Terisek:
Situado no parque Nacional Taman Negara, Malásia, coberto por floresta tropical úmida.

Desde as florestas tropicais quentes do litoral até às florestas chuvosas das montanhas frias do Himalaia, do nível do mar até três mil metros de altitude. Há espécies de clima frio, intermediário ou quente, seco ou úmido, sombrio ou luminoso. De modo geral são epífitas, ocasionalmente rupícolas ou terrestres em locais mais frios e abertos.
A diversidade das espécies aumenta com a altitude, através de seus quatro principais habitats:
- Florestas perenes litorâneas úmidas  até 1,5 mil metros de altitude, onde a chuva e a temperatura são mais uniformes ao longo do ano e esta raramente baixa de 21 °C. Nesta área geralmente são epífitas e com folhas largas pois a luminosidade é baixa. Não são comummente encontradas próximas ao solo, a menos que estejam em escarpas ou áreas muito íngremes. A popular Coelogyne mayeriana habita este tipo de floresta.[11]
- Florestas tropicais de monções, também até 1,5 mil metros de altitude. As espécies desta área estão mais acostumadas a certa sazonalidade, enfrentando clima seco durante parte do ano e, conforme a altitude, frio moderado também. Algumas das espécies encontradas aqui estão entre as mais comuns em cultivo, tais como Coelogyne cristata, Coelogyne flaccida e Coelogyne nitida.[12]
- Florestas tropicais de altitude, entre 900 e 1,8 mil metros, principalmente em três das grandes ilhas do Pacífico, Bornéu, Sumatra e Java,[12] onde o clima é similar ao das florestas perenes, porém diminui a temperatura com a altitude. A espécie mais comum aqui é a Coelogyne tomentosa, mas é uma das áreas com maior número de espécies.[13]
- Florestas tropicais de altitude, entre 1,5 mil e 2,9 mil metros, com temperaturas ainda mais frias, encontram-se espécies vivendo epífitas ou sobre as rochas e amontoados de folhas secas entre a densa camada de arbustos e ervas que cobrem o solo destas matas. Nesta área poucas espécies existem, vale notar a Coelogyne mooreana.[14]

## Descrição

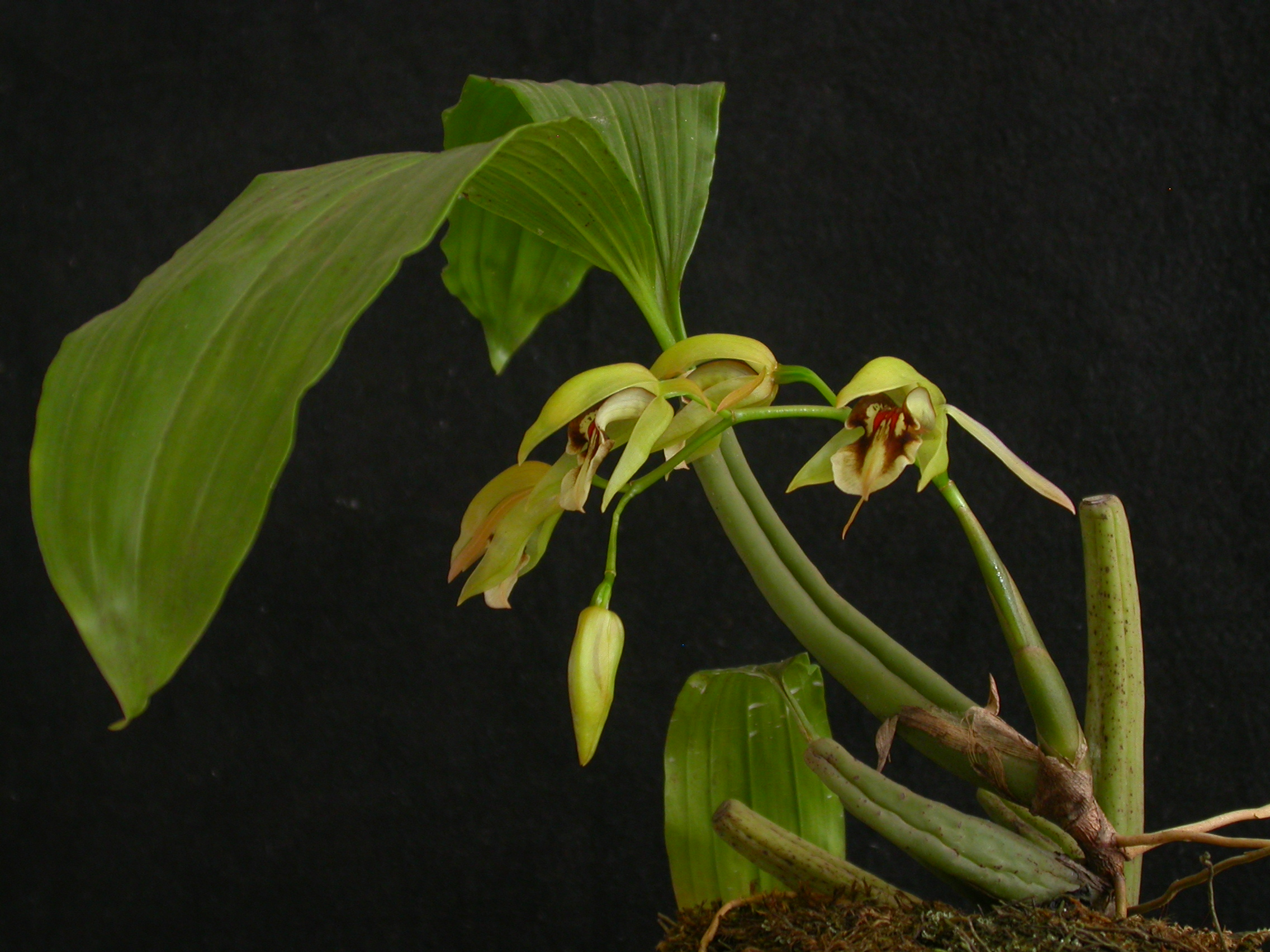
Coelogyne fuscescens:
Vista mostrando os pseudobulbos alongados e inflorescência proteranta dessa espécie.

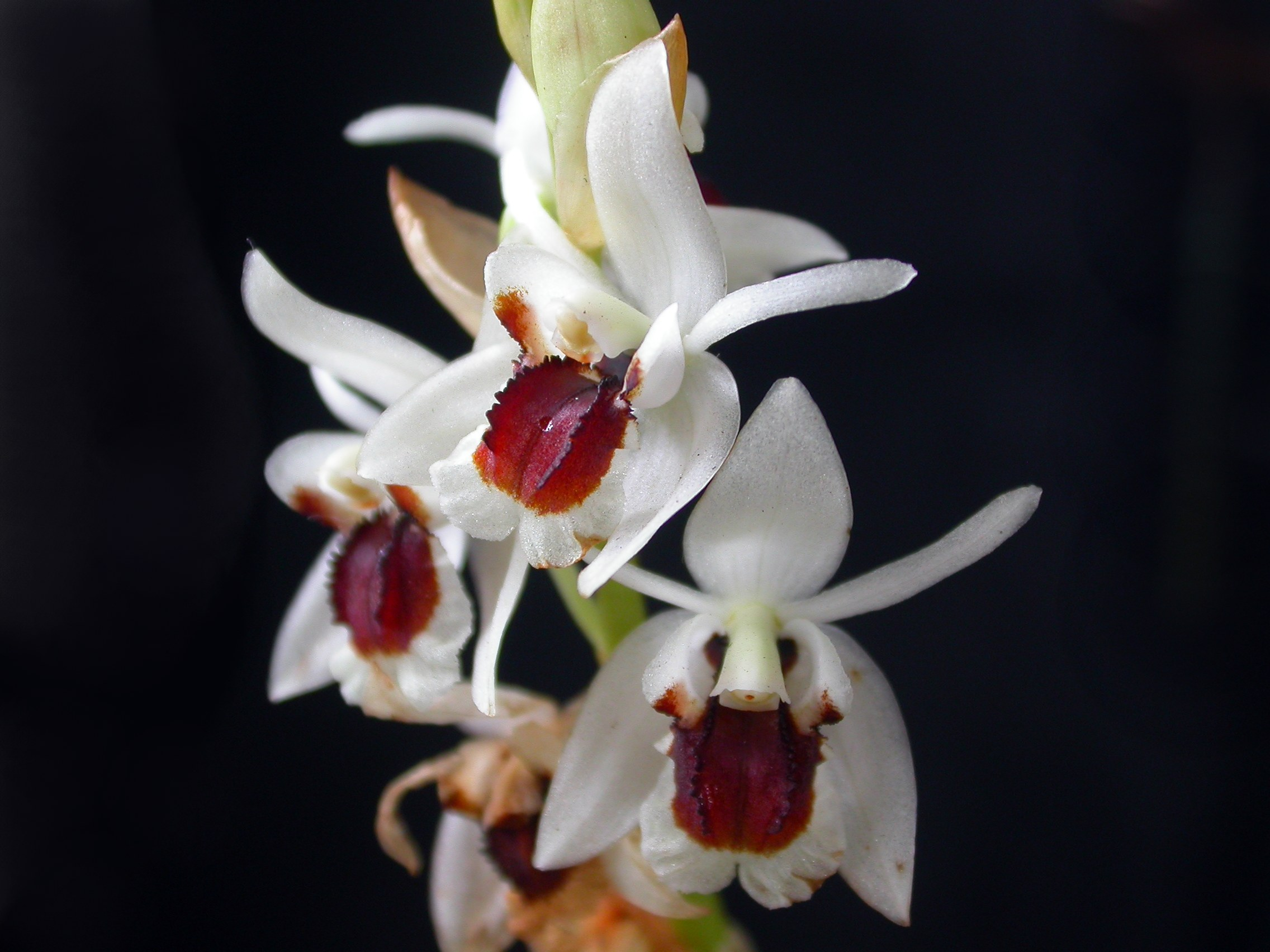
Coelogyne pulchella:
Uma espécie raramente vista em cultivo, mostrando a inflorescência ereta e vistosas flores de tamanho médio.

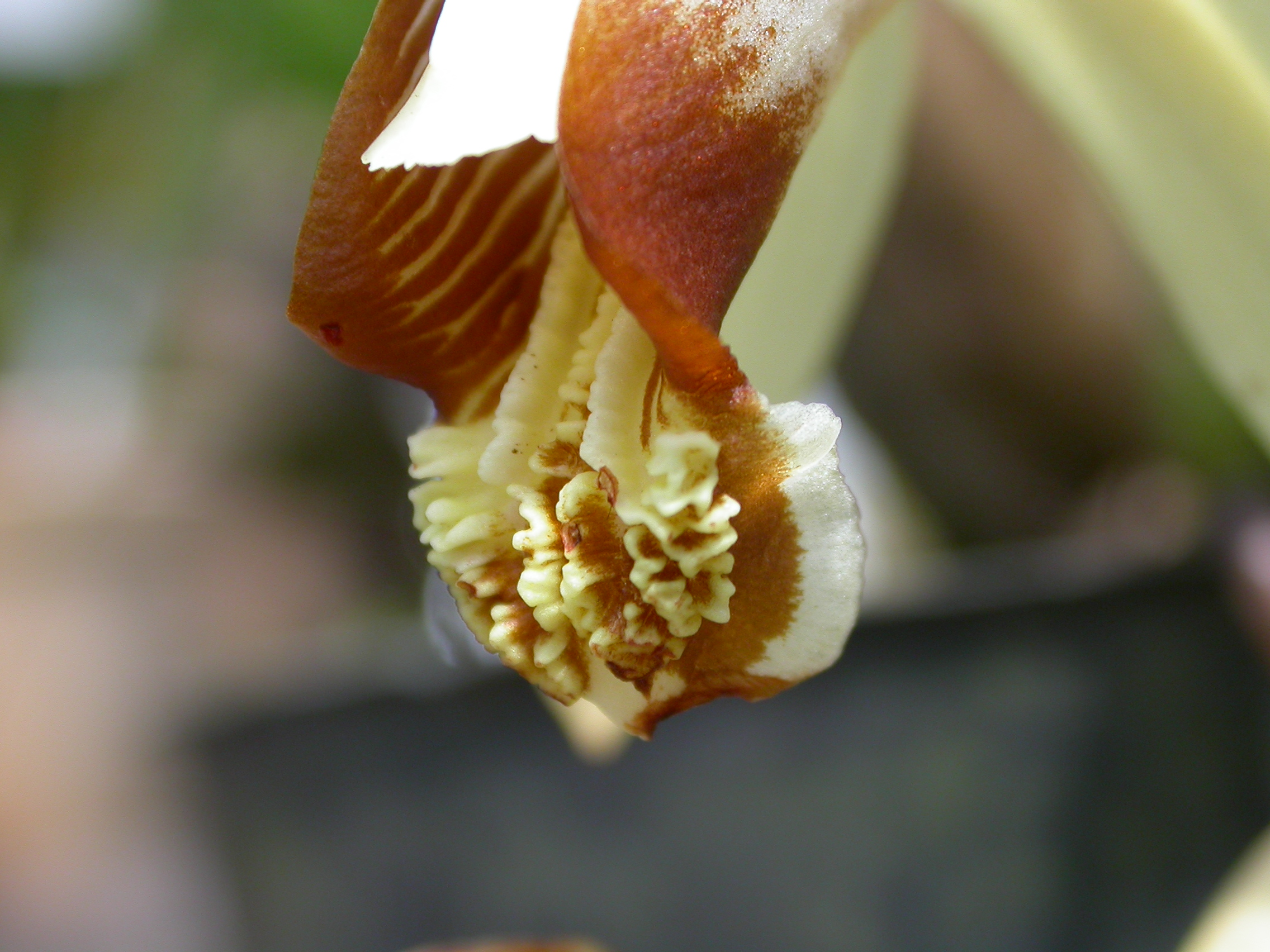
Coelogyne tomentosa:
Detalhe das calosidades presentes no labelo das flores dessa espécie que no Brasil é erroneamente conhecida como Coelogyne massangeana.

Sempre crescendo de modo simpodial, tanto cespitoso como escandente ou pendente, com rizomas que podem chegar a mais de 15 cm de comprimento, as Cœlogyneces (plural de Cœlogyne) são plantas invariavelmente robustas. São consideradas grandes entre as orquídeas, como a Coelogyne rumphii e a Coelogyne trinervis, que podem atingir até 70 centímetros de altura, ou pequenas, como a Coelogyne ovalis e Coelogyne miniata, que não passam de 20 centímetros, porém, quando bem cultivadas, sempre crescem profusamente, tornando-se touceiras de tamanho considerável.
As principais características que diferenciam as Cœlogyneces dos outros gêneros de sua subtribo estão principalmente no labelo e coluna de suas flores. O labelo é sempre livre, nunca em formato de saco; sempre com três lobos mais ou menos evidentes, os laterais eretos ao lado da coluna; apresenta calosidades simples ou complicadas, com verrugas, papilas ou pêlos e pode conter diversas lamelas paralelas que se estendem por sob a coluna, a qual é sempre é alada ou espatulada.
Muitas das espécies emitem forte perfume e são polinizadas por abelhas, vespas e besouros.

### Os pseudobulbos
Apresentam formatos e tamanhos variadíssimos, ovais, fusiformes, tetragonais, medindo de 3 a 20 cm de comprimento, comportando uma ou duas folhas de formatos e tamanhos variados, mais ou menos coriáceas com uma ou diversas nervuras pelo verso.

### A inflorescência
Têm comprimentos e aparências variadas, retas ou em zig-zag, podem ser pendentes (Coelogyne flaccida) arqueadas (Coelogyne mayeriana) ou eretas (Coelogyne calcicola e a raríssima Coelogyne pulchella), apresentando poucas ou muitas flores, e brotam de quatro modos diferentes denominados:
- Histerantas, quando a inflorescência brota do ápice de um pseudobulbo maduro, por exemplo na Coelogyne lawrenceana;
- Sinantas, quando a floração ocorre ao mesmo tempo em que cresce um novo pseudobulbo (ex.: Coelogyne speciosa e Coelogyne parishii);
- Proterantas, quando a inflorescência nasce junto com as folhas mas antes do desenvolvimento do pseudobulbo (ex.: Coelogyne lentiginosa, Coelogyne fuscescens e Coelogyne cristata);
- Heterantas, quando cresce de um broto basal, onde nunca desenvolver-se-ão as folhas e pseudobulbo novos (ex.: Coelogyne flaccida).

### As flores
Abrem simultaneamente (Coelogyne trinervis e Coelogyne suaveolens) ou em sucessão rápida (Coelogyne lawrenceana) ou durante meses (Coelogyne bilamellata e Coelogyne speciosa) e podem apresentar brácteas persistentes ou caducas. São pequenas como na Coelogyne miniata e Coelogyne ovalis, médias (Coelogyne viscosa e Coelogyne tomentosa) ou grandes (Coelogyne lawrenceana). Podem ser vistosas (Coelogyne cristata e Coelogyne barbata) ou discretas (Coelogyne bilamellata e Coelogyne speciosa). A cores variam entre amarelo, verde, alaranjado, salmão e marrom claro, porém as mais comuns apresentam cor creme ou branca, quase sempre com labelo de cor contrastante ou com vistosa mácula. A coluna contém dois pares de polínias abrigadas por antera ventral na extremidade da coluna.

## Taxonomia

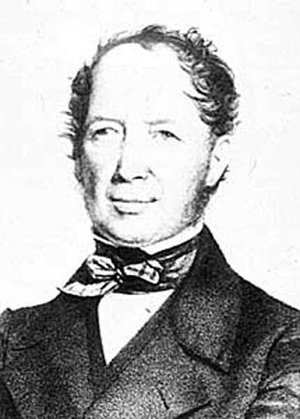
John Lindley:
Botânico inglês que estabeleceu o gênero Coelogyne e descreveu grande número de suas espécies.

Coelogyne Lindl., Coll. Bot.: t. 33 (1824), está subordinado à subtribo Coelogyninae, tribo Arethuseae da subfamília Epidendroideae de Orchidaceae. A espécie tipo é a Coelogyne cristata Lindl..
Etimologia: O nome do gênero vem do grego Kailus, que significa oco, e gyne que significa fêmea, referindo-se à grande cavidade estigmática existente na coluna de suas flores.
Sinônimos: Hologyne Pfitzer, espécie tipo Hologyne miniata (Blume) Pfitzer; e Ptychogyne Pfitzer, espécie tipo Ptychogyne flexuosa (Rolfe) Pfitzer.[carece de fontes?]

### Histórico
No decorrer de suas expedições pelo sudeste asiático o explorador dinamarquês Nathaniel Wallicch enviou do Nepal três espécimes de plantas então desconhecidas da ciência ao botânico inglês John Lindley. Em 1821 Lindley afirma estar em posse de três espécies de orquídeas diferentes de qualquer outro gênero então conhecido; distintas pela sua peculiar cavidade estigmática, posicionamento da antera, formato da coluna e modo de crescimento, concluindo então tratar-se de um gênero novo ao qual chamou Coelogyne. Eram estas espécies a Coelogyne cristata, Coelogyne punctulata e Coelogyne nitida. Logo depois acrescenta mais duas, a Coelogyne fimbriata, e a Coelogyne speciosa.
Desde sua criação, principalmente devido à descoberta e inclusão de novas espécies, o gênero foi reorganizado inúmeras vezes. Em 1840, mais de trinta espécies já eram conhecidas de Lindley de modo que dividiu o gênero em três subgêneros e cinco seções.
Em 1907 eram tantas as espécies que Kraenzlin e Pfitzer fizeram uma revisão nos nomes existentes e dividiram Coelogyne em duas séries, subdivididas em cinco subséries e catorze seções. Além disso, removeram grande número de espécies atribuindo-as a outros treze gêneros.
Depois desta revisão Coelogyne foi estudada novamente diversas vezes com diferentes propostas de divisão infragenérica por Friedhelm Reinhold Butzin (1972), Gunnar Seidenfaden (1975), Udai Ch Pradhan (1979), Atulananda Das e Sudhanshu Kumar Jain (1980), Eduard Ferdinand de Vogel (1993) e depois De Vogel novamente com Barbara Gravendeel (1999).
Esta última revisão admite 23 seções, mantendo 12 das originalmente criadas por Pfitzer e Kraenzlin. É o tratamento aceite hoje em dia, enquanto espera-se para breve uma nova proposta de circunscrição genérica resultante de análises filogenéticas.

### Divisão infragenérica e Espécies
Coelogyne é um gênero heterogêneo cuja divisão infragenérica é complexa. O banco de dados do Royal Botanical Garden, Kew aceita 195 espécies em 2008, mas há 210 outros nomes relegados a sinonímia. Coelogyne já abrigou espécies da maioria dos gêneros de sua subtribo, os quais dele foram desmembrados ao longo dos anos Além disso novas espécies ainda têm sido descritas mesmo em 2008.

## Filogenia

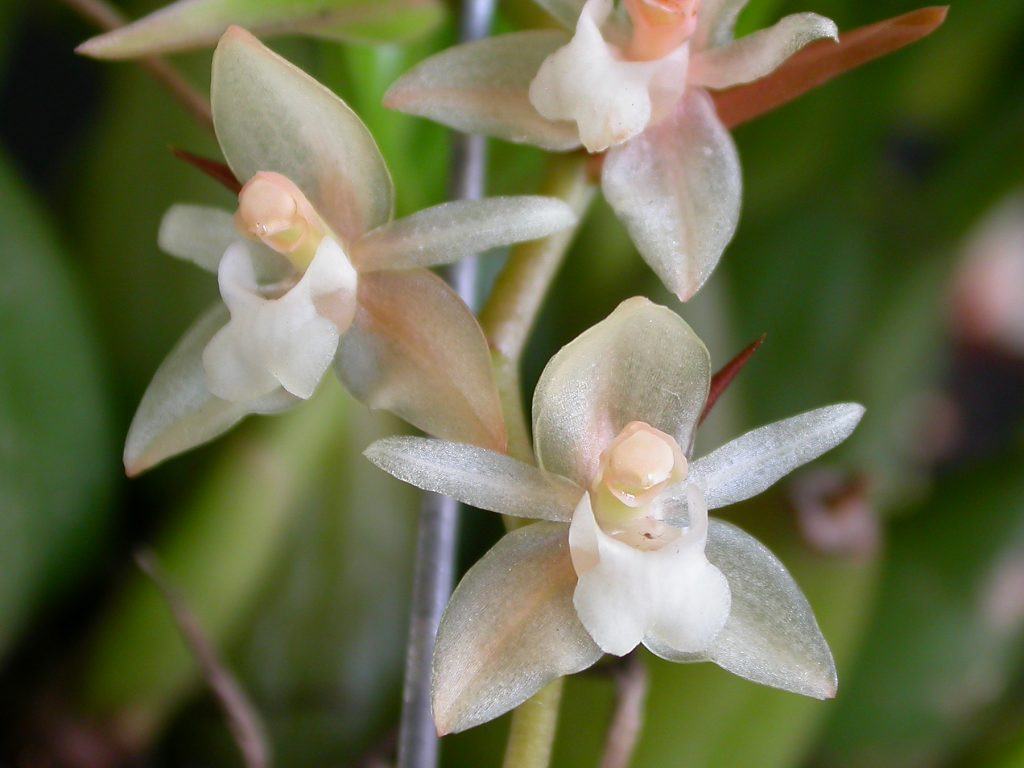
Pholidota chinensis:
Pholidota é um dos gêneros que futuramente pode ser unificado com Coelogyne.

O gênero Coelogyne, bem como diversos outros gêneros desta subtribo, totalizando 45 espécies, em 2000, passaram por uma análise molecular preliminar, ou seja seu DNA foi estudado, produzindo resultados muito interessantes. O gênero sofrerá uma nova revisão, pela Dra. Barbara Gravendeel. Com base neste estudo, constatou-se a existência de dois grupos distintos de espécies, e duas alternativas possíveis:
- A primeira seria a ampliação do gênero para conter diversos outros gêneros afins em um total aproximado de 530 espécies pois incluiria até mesmo 265 espécies de Dendrochilum. Esta solução foi aparentemente descartada;
- A segunda alternativa é a divisão do gênero em dois, um deles, mantendo o nome Coelogyne, abrangeria cerca de 160 espécies, algumas nossas conhecidas, tais como C. lentiginosa, C. fimbriata, C. flaccida, C. speciosa e C. lawrenceana, e englobaria também o gênero Pholidota. Uma maneira fácil de reconhecer estas espécies de Coelogyne, se bem que não é uma regra infalível, é o fato de serem bifoliadas. O outro grupo é parente mais próximo de Dendrochilum e Chelonistele e constitui-se pelas espécies geralmente unifoliadas, com flores que abrem simultâneamente e inclui as famosas Coelogyne pandurata e Coelogyne tomentosa, mais conhecida pelo seu sinônimo C. massangeana.

## Cultivo

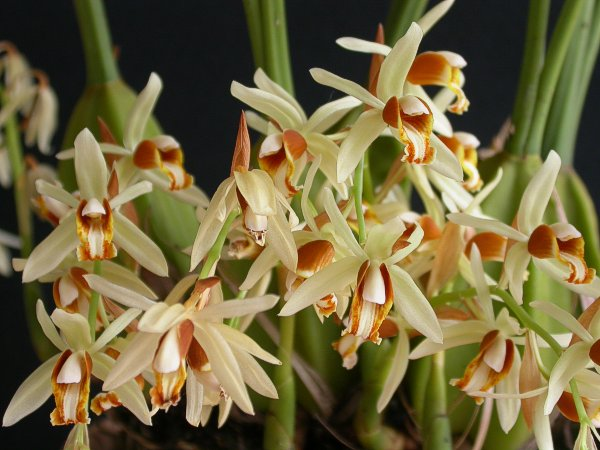
Coelogyne trinervis:
Uma espécie de clima quente que aprecia bastante luminosidade. É muito fácil de cultivar e sempre floresce abundantemente.

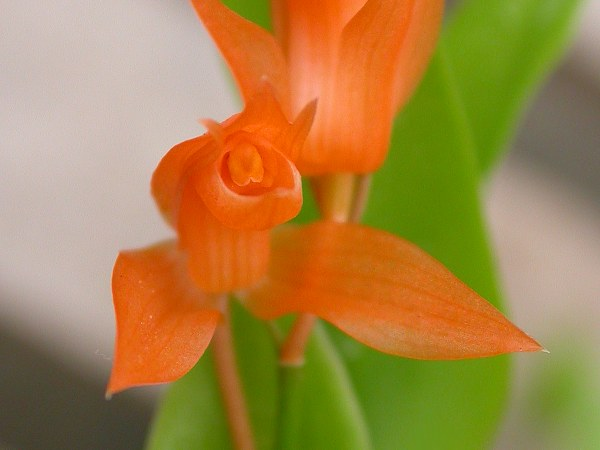
Coelogyne miniata:
Uma espécie pequena de crescimento desordenado. É uma das poucas espécies com flores avermelhadas.

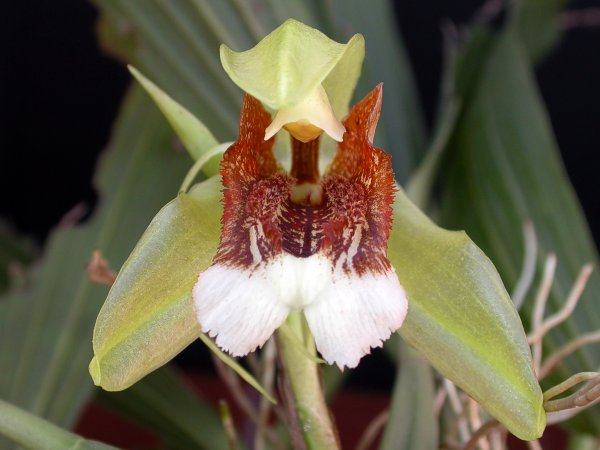
Coelogyne speciosa:
Planta pequena de flores grandes que no entanto somente nos impressiona quando vista de perto pois tem curtas inflorescências que escondem as flores verdes sob as folhas. Florescem em sequência durante vários meses.

Coelogyne, em certa medida, é um gênero injustiçado pela maioria dos orquidófilos. Paradoxalmente, um dos motivos que ocasionam essa injustiça é exatamente uma de suas qualidades; normalmente são plantas fáceis de cultivar e que em pouco tempo formam grandes touceiras. Os colecionadores consideram as plantas grandes demais pois poderiam ter diversas espécies no local ocupado por uma única Coelogyne. Além disso, excetuadas algumas espécies, geralmente as flores não são grandes e suas cores são discretas.[carece de fontes?]
Alguns colecionadores iniciantes, seduzidos pela beleza de uma Coelogyne cristata plenamente florida, escolhem começar sua coleção por esta espécie mas depois de alguns anos sem nunca conseguir fazê-la florir novamente, concluem que são plantas que não vale a pena ter. Na verdade é muito fácil fazer as Coelogyne florescerem; como para a maioria das plantas, basta reproduzir as condições climáticas próprias de seu habitat original, principalmente no que se refere às regas e temperatura. Assim é muito importante verificar a origem de cada espécie para saber qual é o cultivo indicado.[carece de fontes?]
Por serem tantas as espécies, sempre existe alguma que se adapte perfeitamente às condições de cultivo de cada um. Existem espécies de clima quente, moderado e frio. Quase todas gostam de muita luz.[carece de fontes?]
Espécies de clima quente (Coelogyne parishii, Coelogyne tomentosa, Coelogyne fimbriata Coelogyne flaccida) não apresentam dificuldades de cultivo na maior parte do Brasil, As Coelogyne de clima quente adaptam-se perfeitamente ao calor e podem ser cultivadas da mesma maneira que são cultivadas a grande maioria das espécies brasileiras. Geralmente são plantas grandes, portanto aconselha-se que sejam plantadas em um vaso ou cachepot de madeira que deixe muito espaço livre para a planta crescer intocada por alguns anos. Devem ser regadas de maneira mais ou menos uniforme ao longo do ano. A melhor temperatura para estas espécies varia entre 15 e 35 °C.
Espécies de clima intermediário, (Coelogyne cristata, Coelogyne lawrenceana, Coelogyne nitida) são originárias do Himalaia e montanhas de Bornéu. A maioria das espécie provém de áreas de clima intermediário. Na natureza, geralmente o fim de sua floração coincide com a chegada das monções, famosas chuvas torrenciais praticamente diárias que ocorrem na primavera e parte do verão no sudeste asiático. Assim, após o fim da floração durante cerca de três a quatro meses são necessárias regas abundantes. A partir de então, as chuvas começam a escassear, assim as regas devem ser paulatinamente reduzidas até que serem quase suprimidas no fim do outono ou começo do inverno.
Mesmo durante o verão estas espécies, sendo plantas de maior altitude, não enfrentam temperaturas demasiado quentes, no entanto, durante o inverno, a temperatura diminui muito. Quando o cultivo é feito em locais quentes, durante o inverno a ventilação é importante para evitar excesso de temperatura nas horas de sol, ou a floração será prejudicada. Além disso, na natureza, a variação diária de temperatura que estas plantas estão sujeitas é maior que a enfrentada pelas espécies de clima quente.[carece de fontes?]
Na natureza, o local predileto destas plantas é o alto das árvores, onde tomam sol moderado no verão e mais sol no inverno. É importante que a exposição à luz seja grande no período em que começam a aparecer os brotos.
A adubação deve ser intensificada desde o momento em que aparecem as primeiras raízes nos brotos novos até o momento em que termina o período de crescimento dos novos pseudobulbos. Então coloca-se a planta em repouso, diminui-se a adubação no final do outono e para-se no inverno, da mesma maneira com as regas.[carece de fontes?]
É importante saber que a grande maioria das Coelogyne detesta ser replantada, sendo que algumas podem recusar-se a florescer por um ou dois anos após o replante. Elas suportam muito bem substratos que já começaram a se decompor e estão bastante ácidos. Dê preferência a substratos que conservem bastante umidade, mas por outro lado permitam grande arejamento nas raizes e lembre-se de proporcionar ótima drenagem. Este é um dos motivos pelos quais as Coelogyne gostam de substrato antigo, com o tempo ficam mais porosos e permitem a entrada de mais ar, além de deixarem a água escorrer rapidamente, Além disso sua acidez não as incomoda. Chachepots de madeira são uma boa solução para aumentar a ventilação nas raízes.

## Híbridos

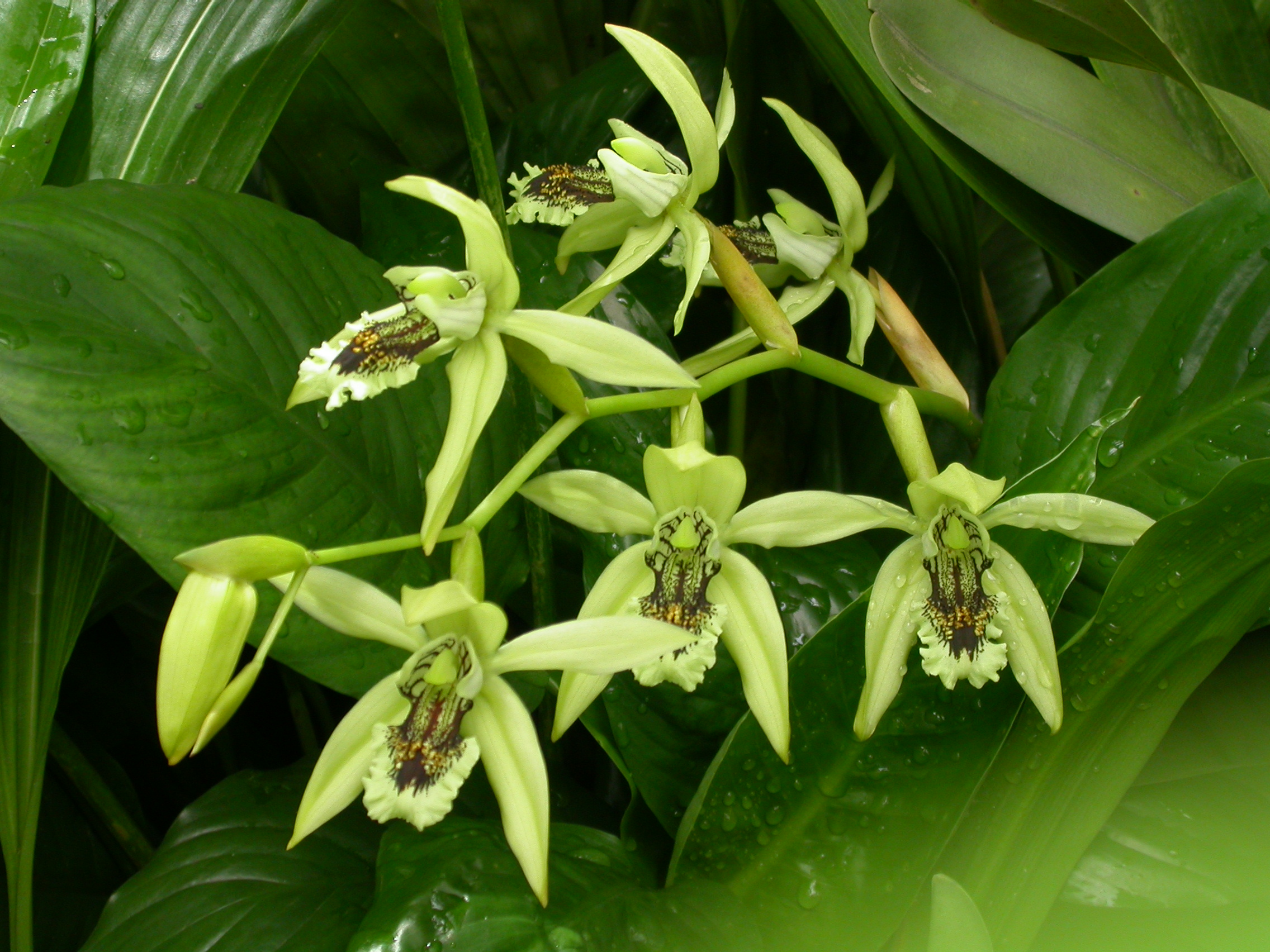
Coelogyne Bufordiensis:
É um dos híbridos mais populares no Brasil, invariavelmente vendido como Coelogyne pandurata.

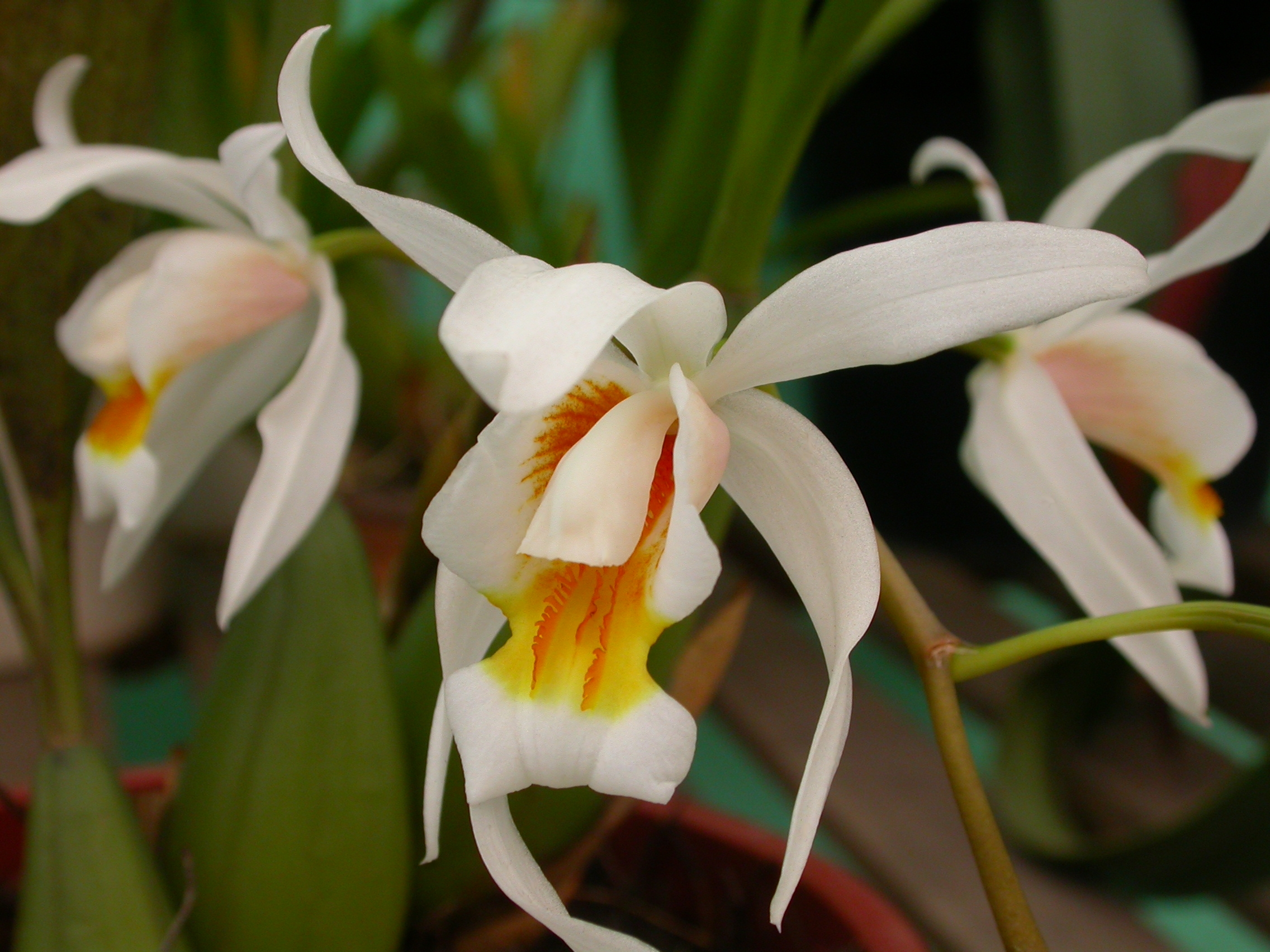
Coelogyne Unchained Melody:
Outro híbrido comum no Brasil, também erroneamente conhecido como Coelogyne Intermedia.

Apesar de híbridos naturais serem  razoavelmente comuns dentre as espécies de orquídeas pertencentes a um mesmo gênero e que convivem em um mesmo local, não há registros oficiais de híbridos naturais de Coelogyne.
Existem evidências que a Coelogyne Unchained Melody, um híbrido artificial registrado apenas em 1995, tenha sido coletado inúmeras vezes na natureza pois esta planta era enviada regularmente da Índia para a Inglaterra durante o século XIX, em uma época que a produção de híbridos artificiais de orquídeas estava dando os primeiros passos na Inglaterra. Ambos os pais desta espécie, Coelogyne cristata e Coelogyne flaccida são muito comuns e convivem no mesmo local na Índia, entretanto sua coleta nunca foi registrada oficialmente e a origem destas plantas híbridas permanece incerta.
Este híbrido é muito cultivado no Brasil, onde é erroneamente conhecido como Coelogyne Intermedia. A origem deste erro remonta às mesmas remessas de plantas para a Inglaterra, pois eram enviadas identificadas com esse nome. Sabe-se hoje que Coelogyne Intermedia é uma planta diferente, resultante do cruzamento da Coelogyne cristata com a Coelogyne tomentosa, um híbrido impossível de ocorrer naturalmente pois estas espécies não são geograficamente encontradas próximas o suficiente para serem fertilizadas por agentes polinizadores naturais.[carece de fontes?]
O primeiro híbrido artificial deste gênero ocorreu somente em 1906. Quando comparados a outras orquídeas, são poucos os híbridos artificiais deste gênero registrados na Royal Horticultural Society, cerca de quarenta, mas mesmo assim alguns são comummente cultivados no Brasil:[carece de fontes?]
- Coelogyne Brymeriana (C. asperata × C. dayana)
- Coelogyne Unchained Melody (C. cristata × C. flaccida)
- Coelogyne Burfordiensis (C. pandurata × C. asperata).
- Coelogyne Mem. W. Micholitz (C. mooreana × C. lawrenceana)
- Coelogyne Linda Buckley (C. mooreana × C. cristata)
- Coelogyne South Carolina (C. pandurata × C. Burfordiense)